# Falco newtoni
Il gheppio del Madagascar (Falco newtoni Gurney, 1863) è un uccello falconiforme della famiglia dei Falconidi. Nelle lingue dei Paesi di origine è noto come katiti (creolo) o hitsikitsika (malgascio). Deve il nome all'ornitologo britannico Edward Newton. Se ne riconoscono due sottospecie, presenti rispettivamente in Madagascar e ad Aldabra. La seconda è nota anche come gheppio di Aldabra (Falco newtoni aldabranus). Il parente più stretto di questa specie è il gheppio delle Seychelles; un tempo i due animali erano perfino considerati conspecifici. Il loro antenato comune si è suddiviso in due specie piuttosto recentemente, probabilmente meno di un milione di anni fa, nel corso del Pleistocene inferiore o medio. Il gheppio di Mauritius, invece, è imparentato con essi più alla lontana (Groombridge et al. 2002).

## Descrizione
La sottospecie del Madagascar raggiunge al massimo i 30 cm di lunghezza. Le ali sono lunghe 180–195 mm nei maschi e 188–203 mm nelle femmine. I primi pesano al massimo 112-118 g, mentre le seconde possono raggiungere i 128 g. La testa e la nuca dei maschi è grigio-rossiccia con alcune strisce scure. Una sorta di «baffo» scuro corre dalla base del becco fino ai lati della gola. Le regioni superiori e le copritrici delle ali sono castane con macchie nere. Le copritrici del sottocoda sono grigie con macchie nerastre. Le remiganti lunghe sono marroni-nerastre, ricoperte sul lato interno da macchie bianche e castane. Le regioni inferiori sono biancastre. Le remiganti corte, castane, sono attraversate da bande nere. Il petto, il ventre e le copritrici del sottoala sono ricoperti da macchie nere. La coda, di colore grigio, presenta sei o sette sottili strisce nere e una larga banda subterminale dello stesso colore. Tutte le piume presentano l'estremità bianca. Questa specie presenta anche esemplari dalla fase rossiccia. In questa forma la testa e la nuca sono quasi nere. Il corpo e le copritrici sono castano scuro con strisce e macchie nere. La gola presenta una tinta bianco-camoscio. Le copritrici del sottoala sono bianco-grigiastre e macchiate di nero. Nelle femmine la testa è più marcatamente castana. Le regioni inferiori sono più macchiate e la coda è marrone con barre nere. Entrambi i sessi esibiscono un becco grigio ardesia con l'estremità nera. La cera è gialla. Le zampe possono essere sia gialle che arancio brillante (nella forma rossiccia). La colorazione dei giovani è simile a quella delle femmine.
La sottospecie di Aldabra è molto simile a quella del Madagascar, ma è leggermente più piccola. Le ali sono lunghe 170–183 mm nei maschi e 177–186 mm nelle femmine. Alcune femmine presentano le regioni inferiori completamente bianche.
Il richiamo del gheppio del Madagascar consiste in una serie di iitsi, kitsi, kitsi, kitsi o in una sorta di cinguettio ripetuto.

## Distribuzione e habitat
Il gheppio del Madagascar occupa un areale molto vasto che comprende Madagascar, Mayotte e le Comore. È una specie stanziale che vive nelle savane e nelle zone umide, ma anche in prossimità degli insediamenti umani, ad altitudini comprese tra il livello del mare e i 2000 m. Nelle foreste si spinge solo di rado. Il gheppio di Aldabra si incontra solamente su Grande Terre, un'isola del gruppo di Aldabra, ma è stato avvistato anche ad Anjouan, una delle Comore.

## Biologia
Gran parte della dieta del gheppio del Madagascar è costituita da insetti, afferrati generalmente in volo, ma anche da piccoli uccelli, rane e mammiferi, che invece vengono catturati al suolo. Il gheppio caccia all'alba o al crepuscolo, sia lanciandosi da un posatoio elevato che restando sospeso in aria.
Solitamente nidifica su pendici rocciose ed edifici o in cavità degli alberi o nidi di ramoscelli costruiti da altri uccelli, come il corvo bianconero. Vengono deposte da quattro a sei uova, solitamente in settembre, covate dalla sola femmina, che durante il periodo dell'incubazione viene nutrita a intervalli regolari dal maschio.